# Stepán Artiomenko
Stepán Yelizarovich Artiomenko (en ruso: Степа́н Елиза́рович Артёменко; en ucraniano: Степа́н Єлиза́рович Арте́менко; Ratsulove, Imperio ruso; 22 de enero de 1913 - Odesa, Unión Soviética, 5 de mayo de 1977) fue un oficial militar (mayor) soviético que combatió en la Segunda Guerra Mundial en las filas del 447.º Regimiento de Fusileros del Ejército Rojo. Fue galardonado dos veces con el título de Héroe de la Unión Soviética.

## Biografía
Artiomenko nació el 22 de enero de 1913 en el seno de una familia de campesinos ucranianos, en Ratsulove, una pequeña localidad rural situada en la gobernación de Jersón (actualmente situado en el raión de Berezivka del óblast de Odesa en Ucrania), entonces parte del Imperio ruso. Después de completar sus estudios en la escuela local en 1927, se alistó en el Ejército Rojo en 1935 y  después de completar su servicio militar comenzó a trabajar en el NKVD. En 1941 se afilió al Partido Comunista.
En agosto de 1941, poco después del inicio de la invasión alemana de la Unión Soviética, fue enviado al frente de combate como soldado raso. Durante los combates alrededor de Járkov reemplazó a su comandante de pelotón, después de que esté resultara herido, y durante varios días defendió su sector, sin dejar pasar al enemigo. En una ocasión, cerca de Izium-Barvenkovskom, comandó una compañía de ametralladores que formaban parte de una brigada de tanques. Después combatió en la batalla de Stalingrado y en la batalla de Kursk.
En enero de 1945, en el marco de la ofensiva del Vístula-Óder, tras romper las defensas enemigas en la orilla occidental del Vístula, el batallón de Artiomenko capturó dos filas de trincheras enemigas y luego, con la ayuda de varios tanques, se dirigió a la ciudad polaca de Sochaczew, donde participó en la derrota de la guarnición enemiga ubicada allí.
Recibió su primera Estrella de Oro de Héroe de la Unión Soviética el 27 de febrero de 1945 por su hábil mando del batallón del 447.º Regimiento de Fusileros (397.ª División de Fusileros del 61.º Ejército del Primer Frente Bielorruso) durante el avance contra las posiciones defensivas enemigas al sur de Varsovia, en las batallas por la ciudad de Schneidemühl (Polonia) y por su valor personal y heroísmo. Durante la batalla de Berlín fue gravemente herido durante los combates cuerpo a cuerpo. Después de la rendición de la Alemania nazi, se le otorgó nuevamente el título de Héroe de la Unión Soviética el 31 de mayo de 1945 por sus acciones en el cruce del río Óder y por su valor durante las batallas callejeras en Berlín.
Después del final de la guerra, permaneció en el Ejército Rojo y de 1946 a 1948 asistió a una escuela de perfeccionamiento de oficiales. Cuando se jubiló en 1955, era el comisario de la oficina de alistamiento militar en Odesa. Después de su muerte, el 5 de mayo de 1977, fue enterrado en Odesa en el callejón central del Segundo Cementerio Cristiano.

## Condecoraciones

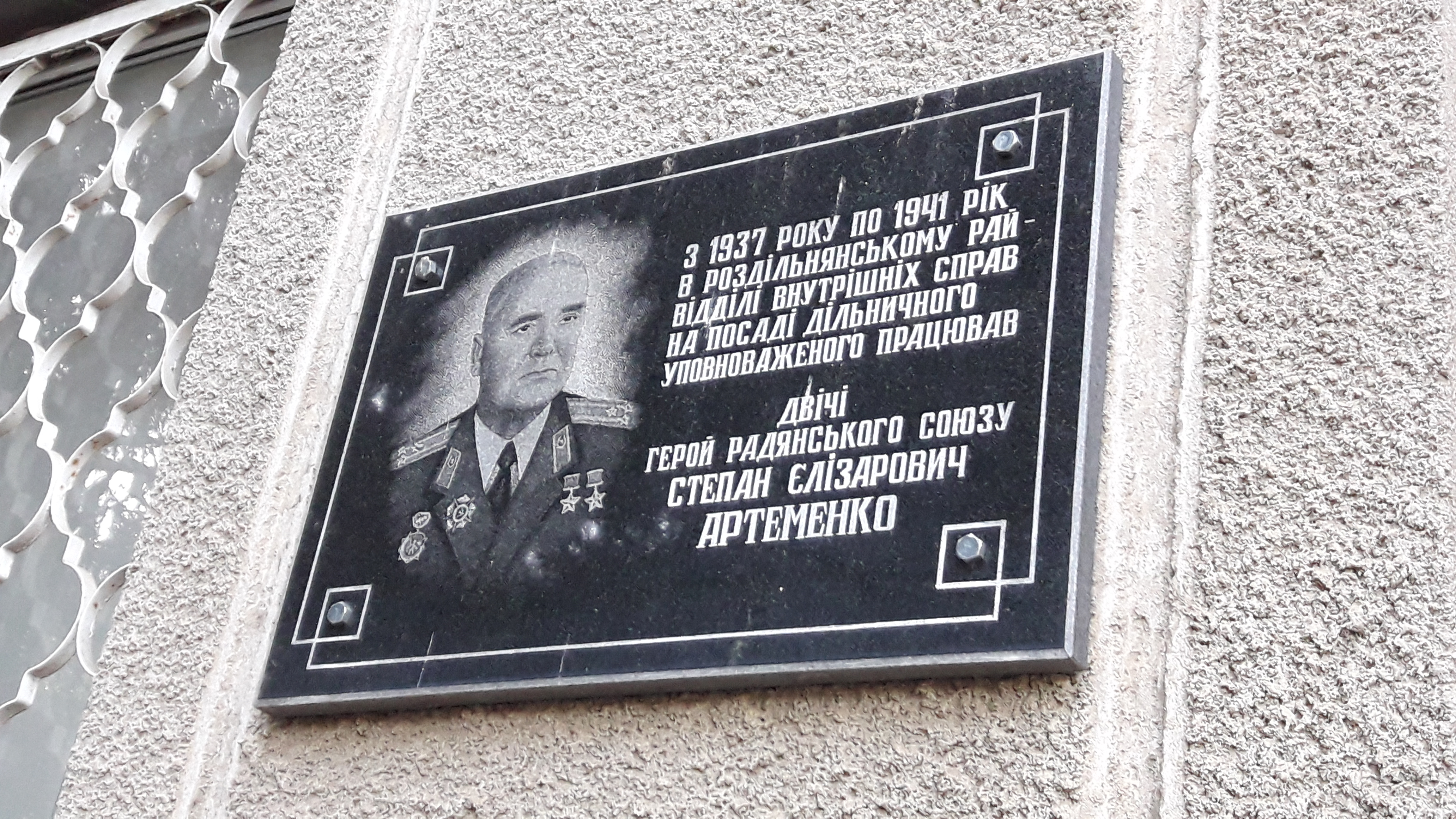
Placa conmemorativa en el edificio del departamento de policía de Rozdilna en el óblast de Odesa en Ucrania

A lo largo de su carrera militar Stepán Artiomenko fue galardonado con las siguientes condecoraciones
|  | Héroe de la Unión Soviética, dos veces (27 de febrero de 1945 y 31 de mayo de 1945)                    |
|  | Orden de Lenin                                                                                         |
|  | Orden de la Bandera Roja, dos veces (27 de agosto de 1944 y 30 de diciembre de 1956)                   |
|  | Orden de Alejandro Nevski (22 de noviembre de 1945)                                                    |
|  | Orden de la Guerra Patria de 1.er grado (12 de febrero de 1944)                                        |
|  | Orden de la Estrella Roja (17 de mayo de 1951)                                                         |
|  | Medalla al Valor (29 de abril de 1942)                                                                 |
|  | Medalla por el Servicio de Combate (30 de abril de 1947)                                               |
|  | Medalla Conmemorativa por el Centenario del Natalicio de Lenin «Al valor militar»                      |
|  | Medalla por la Defensa de Stalingrado (1942)                                                           |
|  | Medalla por la Victoria sobre Alemania en la Gran Guerra Patria 1941-1945 (9 de mayo de 1945)          |
|  | Medalla por la Conquista de Berlín (1945)                                                              |
|  | Medalla por la Liberación de Varsovia                                                                  |
|  | Medalla Conmemorativa del 20.º Aniversario de la Victoria en la Gran Guerra Patria de 1941-1945 (1965) |
|  | Medalla Conmemorativa del 30.º Aniversario de la Victoria en la Gran Guerra Patria de 1941-1945 (1975) |
|  | Medalla al Trabajador Veterano                                                                         |
|  | Medalla del 30.º Aniversario de las Fuerzas Armadas de la URSS                                         |
|  | Medalla del 40.º Aniversario de las Fuerzas Armadas de la URSS                                         |
|  | Medalla del 50.º Aniversario de las Fuerzas Armadas de la URSS                                         |
|  | Medalla por Servicio Impecable de 1.er grado                                                           |